# سفارة اليمن في اليابان
سفارة اليمن في اليابان هي أرفع تمثيل دبلوماسي لدولة اليمن لدى اليابان. تقع السفارة في وهي تهدف لتعزيز المصالح اليمنية في اليابان.

## وصلات خارجية
- الموقع الرسمي
- قائمة سفارات اليمن
- قائمة السفارات في اليابان